# John Paulson
John Alfred Paulson (né le 14 décembre 1955) est un financier américain. Il est le fondateur et président du fonds de gestion alternative (hedge fund) Paulson & Co. basé à New York.
Paulson devint milliardaire en vendant à découvert des subprimes en 2007, il aurait gagné 3,7 milliards de dollars cette année-là. En 2010 il bat un record dans l'industrie financière en gagnant environ 5 milliards de dollars. Sa fortune provient en majeure partie de l’effondrement du marché des titres hypothécaires (mortgage backed securities).
En 2011, il effectue des investissements non lucratifs dans Bank of America, Citigroup et la société chinoise suspectée de fraude Sino-Forest Corporation. Son fonds vedette, Paulson Advantage Fund était en baisse de plus de 40 % en septembre 2011. Au même moment, il avait investi la majorité de sa fortune dans l'or, ce qui lui a rapporté 3,1 milliards de dollars entre septembre 2010 et septembre 2011.

## Jeunesse et éducation
Paulson est né en 1955 dans le Queens à New York. Il est le fils d'Alfred G. Paulson (1924-2002) et de Jacqueline Boklan (1926-) fille d'immigrants juifs de Lituanie et de Roumanie qui avaient déménagé à New York . Son père est équatorien et sa mère est lituanienne et roumaine. Ils se sont rencontrés à Los Angeles alors qu'ils étaient tous les deux à UCLA.
Il grandit dans une cité résidentielle du Queens avant de déménager avec sa famille à Beechhurst dans le Queens. Paulson a été élève d'une série d'écoles publiques du Queens où il faisait systématiquement partie des programmes pour enfants doués. Il obtiendra son diplôme du secondaire à Bayside High. Il entrera à l'université de New York en 1973, qu'il quittera l'année d'après pour aller s'installer avec un oncle fortuné en Équateur. Il y retournera en 1976 et y reçut son Bachelor en Finance summa cum laude (équivalent de la mention « très bien »). Il entrera la même année à l'université Harvard à la Harvard Business School pour recevoir un MBA deux ans plus tard en tant que "Baker Scholar" (les 5 % meilleurs élèves d'une classe).

## Carrière
John Paulson commence sa carrière en 1980 au sein du Boston Consulting Group. Le travail qu'il faisait au Boston Consulting Group était axé sur la recherche et il y excellait. En revanche, il n'investissait pas, il conseillait seulement des sociétés et il était désireux de faire carrière dans la Finance de marché sans avoir à recommencer tout en bas de l’échelle. Il quitte alors BCG pour rejoindre Odyssey Partners, où il travaille avec Léon Levy. Il acceptera plus tard un poste au département de fusion-acquisition de la désormais défunte banque d'affaires américaine, Bear Stearns. Il sera ensuite partenaire de la firme d'arbitrage de fusions Gruss Partners LP.
En 1994, il fonde son propre fonds de gestion alternative, Paulson & Co, avec 2 millions de dollars en actifs et 1 employé.
- En avril 2005, il commence à spéculer à la baisse sur les subprimes en utilisant les CDS.
- Fin 2007, John Paulson réalise le plus gros profit de l'histoire des transactions financières en faisant gagner 15 milliards de dollars à ses fonds.
- En novembre 2009, il crée un fonds d'investissement spécialisé dans les mines d'or et les investissements liés à l'or.
- En avril 2010, le nom de John Paulson a été mentionné dans une procédure engagée par l'organisme fédéral américain Securities and Exchange Commission contre la firme Goldman Sachs et contre Fabrice Tourre, un trader spécialisé en collateralised debt obligations (CDO ou obligations adossées à des actifs).
- En 2010, John Paulson réunit une équipe de 20 à 30 fins limiers de l'analyse financière pour spéculer activement sur la faillite de la Grèce. Dès les premières annonces de la dévaluation des titres grecs signifiée par les agences de notation Fitch et Standard and Poor's, ce pro du « hedge fund » aurait lancé ses attaques contre une économie grecque instable.[réf. nécessaire].

En 2010, la fortune de John Paulson est estimée à douze milliards de dollars et ses fonds gèrent trente-deux milliards de dollars d'actifs.
En 2013 il devient propriétaire de l'entreprise Steinway & Sons pour 513 millions de dollars[réf. nécessaire].
En 2015, il fait un don de 400 millions de dollars à Harvard, son ancienne école.

## Vie privée
En 2000, il épouse Jenny Zaharia, une immigrante roumaine, dans une église épiscopale de Southampton, New York,. Ils ont deux filles et vivent entre l'Upper East Side, Aspen et Southampton,,.

## Positions politiques
En 2011, il donne un million de dollars pour soutenir la campagne électorale de Mitt Romney.
Il est l'un des conseillers de Donald Trump sur les questions économiques lors de la campagne présidentielle de 2016.
Il plaide pour de faibles taux d'imposition sur les bénéfices des entreprises et critique le mouvement Occupy Wall Street en 2011.